# Чрета-при-Кокарях
Чрета-при-Кокарях (словен. Čreta pri Kokarjah) — поселення в общині Назарє, Савинський регіон, Словенія. Висота над рівнем моря: 635,9 м.